# Frederik Lodewijk Janssen (1850-1925)
Frederik Lodewijk Janssen (Amsterdam, 20 februari 1850 - Haarlem, 4 mei 1925) was een Nederlands architect.
Hij is zoon van bakker/gistkoper Ulfert Ulferts Janssen en Christina Wilhelmina Steenmeijer. Hijzelf is in 1881 getrouwd met Hendrika Catharina Zimmermann en kreeg met haar een aantal kinderen, van wie Frederik Lodewijk Janssen junior eveneens architect en Ferdinand Willem Janssen (1893-1975) ingenieur werd.
Hij ontwierp onder meer het dubbele woonhuis Stadhouderskade 82-83 dat hij voor een aantal jaren bewoonde. Hij was naast architect ook aannemer en makelaar, de beroepen werden destijds vaker gecombineerd. In 1899 vertrok hij naar Haarlem en kwam te wonen aan het Kenaupark 2. Hij was lid van Veillust (vereniging van makelaars) en voorzitter van de Landelijke Nederlandse Aannemersbond. Andere gebouwen van zijn hand zijn:
- Hemonystraat 28 (1884)
- een villa uit 1910 in het Willemspark
- een uitbreiding van een diamantslijperij ten name van M. Lindebaum en Co aan de Herengracht 457
- een diamantslijperij aan de Ververstraat 26 (1878), later omgebouwd tot woningen
- een stoomdiamantslijperij aan de Nicolaas Berchemstraat, hoek Albert Cuypstraat (1886)
- een verbouwing aan de Swammerdamstraat nr. 30 (1899)
- een verbouwing aan de Amstel 82 (1891)
- Achtergracht 65-60 (1889)